# Orotschische Sprache
Die orotschische Sprache ist eine tungusische Sprache, die in der Amur-Region im Fernen Osten Russlands gesprochen wird. Sie ist mit der ewenkischen und der mandschurischen Sprache verwandt, am nächsten steht ihr die udeheische Sprache. Die Zahl der Muttersprachler wurde 1995 auf 100 bis 150 geschätzt, die zu einer ethnischen Gruppe von etwa 900 Personen, den Orotschen, gehören. Die Sprache besitzt kein Alphabet und keine Literatur. Die orotschische Sprache ist heute stark bedroht.